# Präfekturuniversität für Pflegewissenschaft Okinawa

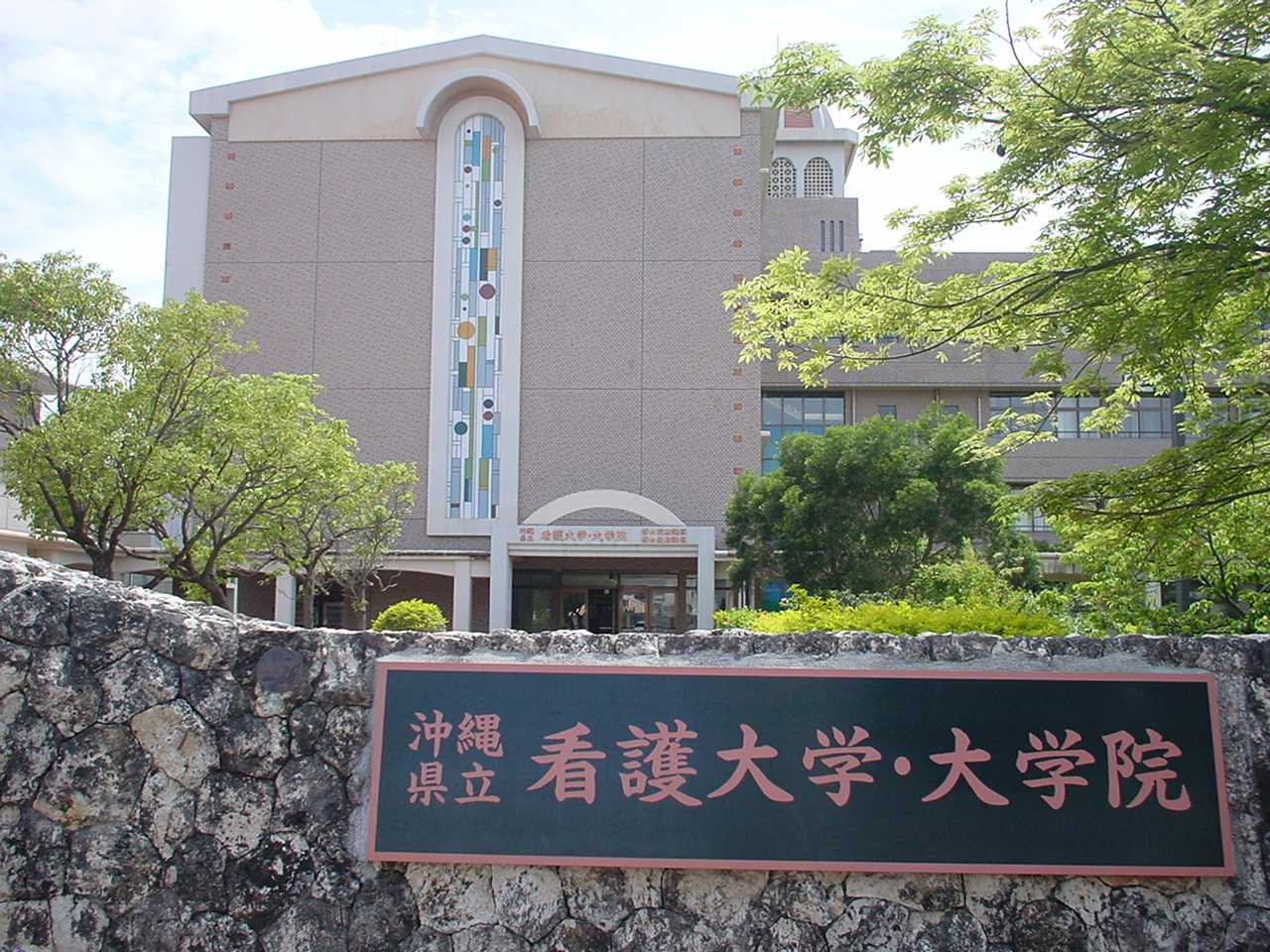
Hauptgebäude (2006)

Die Präfekturuniversität für Pflegewissenschaft Okinawa (japanisch 沖縄県立看護大学 Okinawa-kenritsu kango daigaku; engl. Okinawa Prefectural College of Nursing, kurz: OPCN) ist eine öffentliche (präfekturale) Universität in Naha in der Präfektur Okinawa (Japan).

## Geschichte
Die Universität wurde 1999 gegründet. 2004 richtete sie die Graduiertenschule (Masterstudiengang und Doktorkurs) ein. 2008 wurde der Aufbaukurs für Hebammenausbildung eingerichtet.
2007 wurde das Alumni-Netzwerk der Universität mit dem der Präfekturalen Krankenpflegeschule Okinawa (Vorgänger der Universität) zusammengelegt. Die Geschichte der Präfekturalen Krankenpflegeschule Okinawa war wie folgt:
1946 wurden drei Krankenpflegeschulen gegründet: in Ginoza, Nago und Goeku (später Koza [1956–1974], Stadt Okinawa seit 1974). Bis 1952 wurden die Krankenpflegeschulen in Ginoza und Nago zur Krankenpflegeschule in Goeku zusammengelegt. 1959 wurde sie in Krankenpflegeschule Koza umbenannt. Im gleichen Jahr wurde die Krankenpflegeschule Naha gegründet. 1991 wurden die Krankenpflegeschulen Naha und Koza zur Präfekturalen Krankenpflegeschule Okinawa zusammengelegt.

## Fakultäten
- Fakultät für Pflegewissenschaft